# Zweiter Stader Vergleich

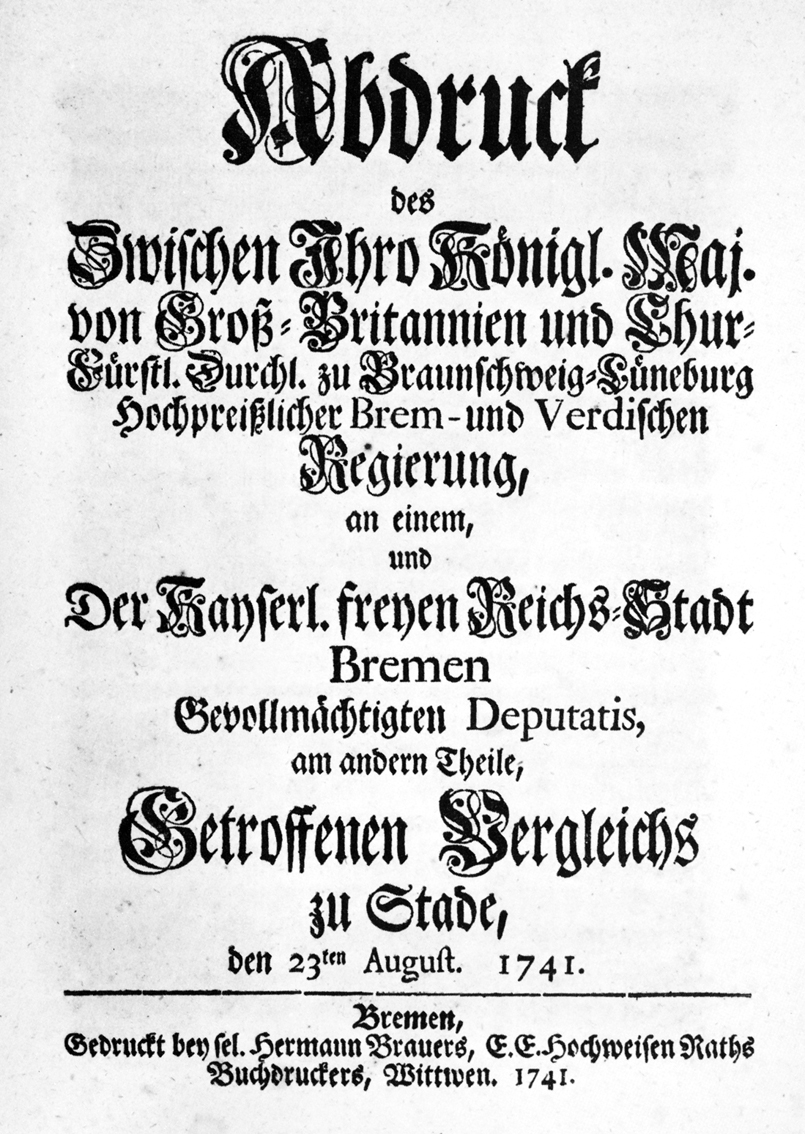
Titelseite des Zweiten Stader Vergleichs von 1741

Der Zweite Stader Vergleich ist eine am 23. August 1741 erfolgte Einigung zwischen dem Kurfürstentum Braunschweig-Lüneburg und der Stadt Bremen über ihre Herrschaftsansprüche, die in Stade als Verwaltungssitz des Herzogtums Bremen abgeschlossen wurde.

## Vorgeschichte
Nach zwei erfolglosen Feldzügen gegen Bremen erkannte 1666 auch Schweden die Unabhängigkeit der Stadt Bremen im Frieden zu Habenhausen an. Nach dem Übergang des Herzogtums Bremen an Kurhannover (1715) stellte jedoch Kurhannover die Reichsunmittelbarkeit der Stadt Bremen in Frage. Ab 1733 verhandelten Kurhannover und Bremen über die Landeshoheit der ländlichen Gebiete – also in den vier Gohen – in denen Bremen praktisch die Landeshoheit ausgeübt hatte. 

## Der Vergleich
Am 23. August 1741  einigten sich im Zweiten Stader Vergleich Kurhannover und Bremen auf die Anerkennung der bestehenden Reichsunmittelbarkeit von Bremen. Die Landeshoheit und das Kontributionsrecht (Abgaben, Steuern) von Teilen des Werderlandes mit Burg,  Grambke, Mittelsbüren und Oslebshausen sowie des Blocklandes mit den Wümmewiesen, dem Niederblockland und Teilen von der Vahr und über Vegesack verblieb beim hannoverschen Herzogtum Bremen. Bremen behielt in diesen Gebieten das Kirchenpatronat und die Gerichtsbarkeit in Zivil- und Strafrechtssachen. Die Beziehungen von Kurhannover und Bremen normalisierten sich danach.